# サーティーン (エミルー・ハリスのアルバム)
| 専門評論家によるレビュー | 専門評論家によるレビュー |
| レビュー・スコア         | レビュー・スコア         |
| 出典                     | 評価                     |
| ------------------------ | ------------------------ |
| オールミュージック       | link                     |
| ロサンゼルス・タイムズ   | Favorable link           |
| Orlando Sentinel         | Good link                |

『サーティーン』 (Thirteen) は、1986年のエミルー・ハリスの アルバム。タイトルは（ハリス自身がめったに認めない、独立レーベルでリリースされた1969年のファーストアルバムを除いて）ハリスの13枚目のスタジオアルバムであることに由来する。
収録された10曲のうち7曲がカバー曲となっている。
「オリジナル」の3曲、, "Sweetheart of the Pines", "When I Was Yours" および "I Had My Heart Set on You"はすべてポール・ケナーリーが共同作者となっているが、前2曲はハリスと、3曲目はこのアルバムにも参加しているロドニー・クロウエルとの共作である。
カバー曲7曲は以下の通り。
1）"Mystery Train"はジュニア・パーカーによる1953年の曲であり、1955年のエルヴィス・プレスリーによる不朽のバージョンで有名である。
2）"You're Free to Go"は1955年にマーヴ・シャイナーがオリジナルを録音したもののあまり知られておらず、むしろカール・スミスやジム・リーヴス、そしてソニー・ジェイムズによるカバーの方が有名である。
3）"Just Someone I Used to Know"はポーター・ワゴナーとドリー・パートンによる1969年のNo.1カントリーデュエットのカバーだが、この曲自体が ジョージ・ジョーンズの1962年のNo.3のヒット曲、”A Girl I Used to Know"を翻案したものである。
4）"My Father's House"はブルース・スプリングスティーンの1982年のアルバム『ネブラスカ』からのカバーである。スプリングスティーンの歌は、息子が父親と和解するためにあまりにも長く待っていることについての心を抉る歌である。 
5） "Lacassine Special"は、Iry LeJeuneが住んでいたルイジアナ州ラカシンにちなんだ1950年のケイジャンクラシックのカバーである。
6）"Today I Started Loving You Again"はマール・ハガードによる、彼のNo.1ヒット"The Legend of Bonnie and Clyde"のB面だったために不幸にしてチャート入りしなかった1968年の叙事詩的スタンダードである。
7）"Your Long Journey"は、ローザ・リー・ワトソンが夫のドク・ワトソンと共に作曲し、1963年にドック・ワトソン＆ヒズ・ファミリーが録音した感傷的なブルーグラス/ゴスペルのカバーである。
説明のつかない理由により、このアルバムは最初のリリースから数年後に絶版になり、ファンによってハリスのカタログで最も人気のあるアルバムの1つとなり、EBayや他の中古レコードサイトで異常に高い価格で取引されていた。アルバムはハリスの当時の夫、ポール・ケナリーによってプロデュースされた。これまでのところ、アルバムは単独のCDとしてリリースされていないが、2011年4月にiTunes Storeでダウンロードできるようになった。また、2013年にライノ・エンタテインメントから出されたEmmylou Harris Original Album Series Vol.2と呼ばれるコンピレーションでCDとして入手可能となった。

## トラックリスト
| #   | タイトル                                               | 作詞・作曲                           | 時間 |
| --- | ------------------------------------------------------ | ------------------------------------ | ---- |
| 1.  | 「Mystery Train」                                      | Sam Phillips, Herman "Junior" Parker | 2:35 |
| 2.  | 「You're Free to Go」                                  | Don Robertson, Lou Herscher          | 2:48 |
| 3.  | 「Sweetheart of the Pines」                            | Emmylou Harris, Paul Kennerley       | 3:22 |
| 4.  | 「Just Someone I Used to Know」(duet w/ John Anderson) | Jack Clement                         | 2:57 |
| 5.  | 「My Father's House」                                  | Bruce Springsteen                    | 4:48 |
| 6.  | 「Lacassine Special」                                  | Iry LeJeune                          | 2:58 |
| 7.  | 「Today I Started Loving You Again」                   | Merle Haggard, Bonnie Owens          | 3:22 |
| 8.  | 「When I Was Yours」                                   | Harris, Kennerley                    | 2:48 |
| 9.  | 「I Had My Heart Set on You」                          | Rodney Crowell, Kennerley            | 3:09 |
| 10. | 「Your Long Journey」                                  | Doc Watson, Rosa Lee Watson          | 3:44 |

## パーソネル
- マイク・ボーデン - ベース
- スティーブ・キャッシュ - ハーモニカ
- ロドニー・クロウエル - バッキング・ボーカル
- スティーブ・フィッセル - スチールギター、スライドギター、レゾネーターギター
- ヴィンス・ギル - バッキングボーカル
- カール・ジャクソン - マンドリン、フィドル、バンジョー、アコースティックギター、バッキングボーカル
- ドン・ジョンソン - キーボード
- シェーン・ケイスター - シンセサイザー
- メアリー・アン・ケネディ - バッキング・ボーカル
- ポール・ケナーリー - アコースティックギター
- マーク・オコナー - フィドル
- フランク・レカード - マンドリン、エレキギター、アコースティックギター
- パム・ローズ - バッキング・ボーカル
- バディ・スピッチャー - フィドル
- バリー・タシアン - バッキング・ボーカル、アコーディオン
- スティーブ・ターナー - ドラムス、パーカッション
- ポール・ウォーリー - アコースティックギター
- エミルー・ハリス - ボーカル、アコースティックギター

## チャートでのパフォーマンス
| チャート（1986）                                   | 最高位 |
| -------------------------------------------------- | ------ |
| アメリカ合衆国 ビルボード トップカントリーアルバム | 9      |
| アメリカ合衆国 ビルボード Billboard 200            | 157    |